# Bando
Bando je obranný styl Thaingu soustřeďující se na techniky založené na zvířecích charakteristikách. Dříve bando znamenalo sebedisciplínu, rozvoj a zlepšování sebe sama. Později se tímto termínem začaly označovat sebeochrana a sebeobrana. Tento název občas bývá chybně užíván jako všem barmským bojovým uměním nadřazený, ale je to vlastně jen jeden systém. Po druhé světové válce se slavný učitel Ba Than (Gyi) pokoušel založením nového Hanthawaddy bando systému sjednotit techniky různých stylů bando a zmodernizovat je, ale jeho smrt přerušila jeho práci. Syn Ba Thanho začal v 60. letech minulého století formálně vyučovat barmské bando na americké univerzitě ve Washingtonu, D. C. Na západě je ze všech stylů nejznámější a nejpopulárnější Hanthawaddy bando systém.

## Trénink
Stejně jako u většiny asijských bojových umění i v Bando školách začíná výuka u základních postojů a práce nohou. Toto přípravné stádium tréninku trvá několik měsíců, v některých případech může být praktikováno i léta, což závisí na učiteli nebo stylu. V druhém stádiu tréninku jsou vyučovány série technik pro blokování a odrážení úderů. Prioritami v bando jsou obrana na prvním místě a útok na druhém, tudíž je žák veden k sebeobraně. Třetí stádium tréninku zahrnuje vyučování technik ofenzívy. Většina technik bando je vyučována formami nebo aka, proto mohou být performovány sólo i s partnerem. Finální stádium mistrnosti zahrnuje účast na soutěžích, přičemž některé končí i smrtí.

### Techniky
Pravděpodobně kvůli vlivu zvířecích stylů z Indie a Číny jsou formy a techniky v bando založeny na pohybech zvířat. Takové praktiky zahrnují prase, býka, kobru, leoparda, opici, krajtu, škorpiona, tygra, orel, jelenovité, volavku a zmiji. Pohyby v každém vzoru jsou charakterizovány zvířetem, které imitují. Proto forma krajty zahrnuje drtící, škrtící a svírající pohyby, forma tygra obsahuje škrábání a trhání, forma zmije zdůrazňuje flexibilitu, zatímco jelenovitá forma rozvíjí ostražitost. Někteří mistři vyučují styl černého pantera, jako kombinaci všech ostatních zvířecích forem.
Bando přenechává iniciativu útoku na oponentovi a spoléhá se na kontrující manévry. Když je bando bojovník napaden, nejdříve ustoupí a poté započne protiútok. Jakmile je hrozba vyhodnocena, je možné na ni odpovědět přiměřeným protiútokem, a tak i zničit útočníkovu zbraň. Ku příkladu – je-li protivníkova ruka či noha zlomena, konflikt byl zakončen efektivně. Bando bojovníci se hlavně zaměřují na tělo, ale hlava, ramena, lokty, kolena a nohy jsou používány pro ofenzivní záměry.